# Püttbierfest
Das Püttbierfest ist ein traditioneller Festbrauch in Jever im Landkreis Friesland und einigen umliegenden Orten. Es wird alljährlich am Montag nach Heilige Drei Könige (6. Januar) gefeiert.

## Geschichte

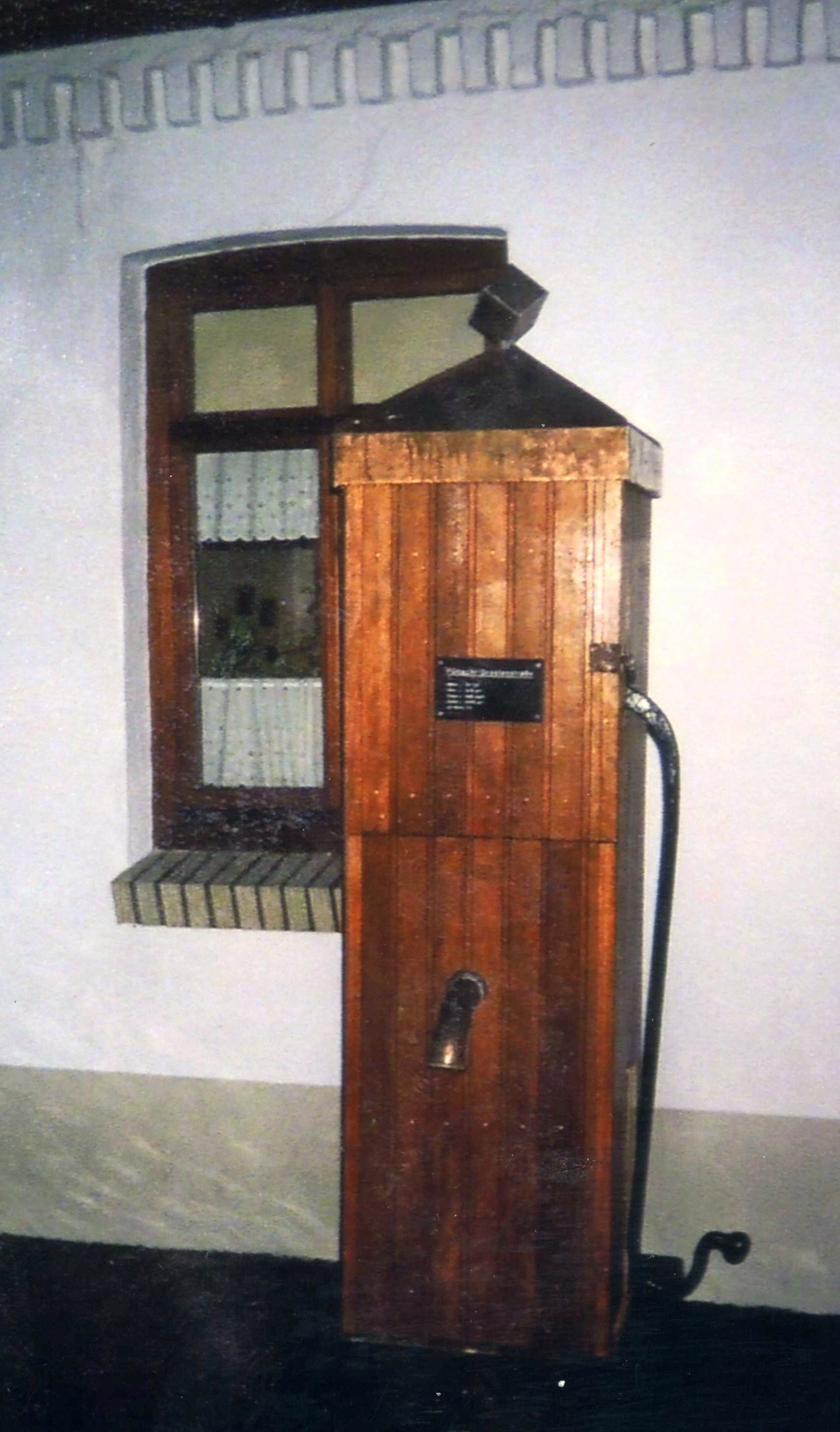
Drostenpütt in Jever

Die Tradition geht auf die Jeverische Brunnenordnung von 1756 zurück, die die Stadtbehörde Jever unter dem Fürsten Friedrich August von Anhalt-Zerbst (1734–1793) am 9. Oktober 1756 erließ. In dieser Verordnung wird bis ins Detail geregelt, wie die Jeveraner für ihre öffentlichen (publiquen) Trinkwasserbrunnen (niederdeutsch Pütten, von lat. puteus) zu sorgen haben.
Zu jedem öffentlichen Brunnen gehört eine Püttacht, ein abgegrenzter Stadtbezirk von ursprünglich 15 bis 20 Häusern, die den Brunnen zu unterhalten und zu pflegen hat. Am Montag nach Heilige Drei Könige wählen die Mitglieder jeder Püttacht ihren Püttmeister (Brunnenmeister). Der amtierende Püttmeister übergibt das Püttbuch und die Brunnengeräte an seinen Nachfolger. Zu den Brunnengeräten gehört auch der Söker, ein Haken zum Herausholen von in den Brunnen gefallenen Gegenständen, der als Sinnbild der Würde des Püttmeisters gilt.
In das Püttbuch werden die jährlichen Einnahmen und Ausgaben aufgezeichnet, die während des geschäftlichen Teils der Versammlung durch die Mitglieder jeder Püttacht geprüft werden. Nach der Rechnungslegung beglaubigte jedes Mitglied sein Einverständnis mit seiner Unterschrift. Anschließend folgte dann der gemütliche Teil mit dem Feiern des eigentlichen Püttbierfestes.
Auf Kosten des neuen Püttmeisters wird dann gefeiert und es werden Püttbierlieder gesungen. Das älteste Püttbier-Liederbuch ist die Veröffentlichung Sechs Jeversche Püttbier-Lieder von A. W. Cramer aus dem Jahr 1820.
Mit der Einführung moderner Wasserleitungen verloren die Brunnen ihre Funktion für die Trinkwasserversorgung der jeverschen Bevölkerung. Als nachbarschaftlicher Volksbrauch wird das Püttbierfest aber weiterhin begangen.